# Eutane subnigra
Eutane subnigra är en fjärilsart som beskrevs av T.P. Lucas 1890. Eutane subnigra ingår i släktet Eutane och familjen björnspinnare. Inga underarter finns listade i Catalogue of Life.